# Dominó (matemática)

O único dominó livre

Em matemática, o dominó é um poliminó formado por dois quadrados de tamanhos iguais conectados de ponta a ponta.  Quando rotações e reflexões não são consideradas formas distintas, há apenas um dominó livre.
Como o dominó é uma figura simétrica de reflexão, ele é também o único dominó unilateral (quando rotações são consideradas distintas). Quando as rotações também são consideradas distintas, existem dois dominós: O segundo pode ser obtido rotacionando o doninó em um ângulo de 90°.  